# Escaramuza de Todos Santos
La Escaramuza de Todos Santos (30 de marzo de 1848), fue el último choque de la intervención estadounidense en México y acabó con 18 meses de hostilidades en Baja California 

## Redada en San Antonio
Posterior al final del Sitio de San José del Cabo, el Coronel Henry S. Burton, ordenó una redada en el cuartel general del Capitán Manuel Pineda Muñón el 15 de marzo de 1848. San Antonio, que se encuentra a 30 millas de la Paz. El Capitán Seymour G. Steele y Teniente Henry Halleck, liderearon a un comando de 34 hombres, y liberaron a prisioneros estadounidenses capturados en San José del Cabo el 22 de enero. El Capitán Pineda escapó de la captura en ropa de dormir. Mientras tanto el Jefe Militar de Alta California, Richard B. Mason, envió 114 reclutas separados de las compañías C y D del 1.er Regimiento de Voluntarios de Nueva York bajo las órdenes del Capitán Henry (“Black Jack”) Naglee de Monterey, California a la Paz. El 22 de marzo de 1848 arribaron a tierra de La Paz. Con los refuerzos de Naglee, el Coronel Burton pudo moverse en la vecindad de donde se encontraban las fuerzas enemigas sin dejar La Paz vulnerable de ataques. 

## Expedición contra San Antonio y Todos Santos

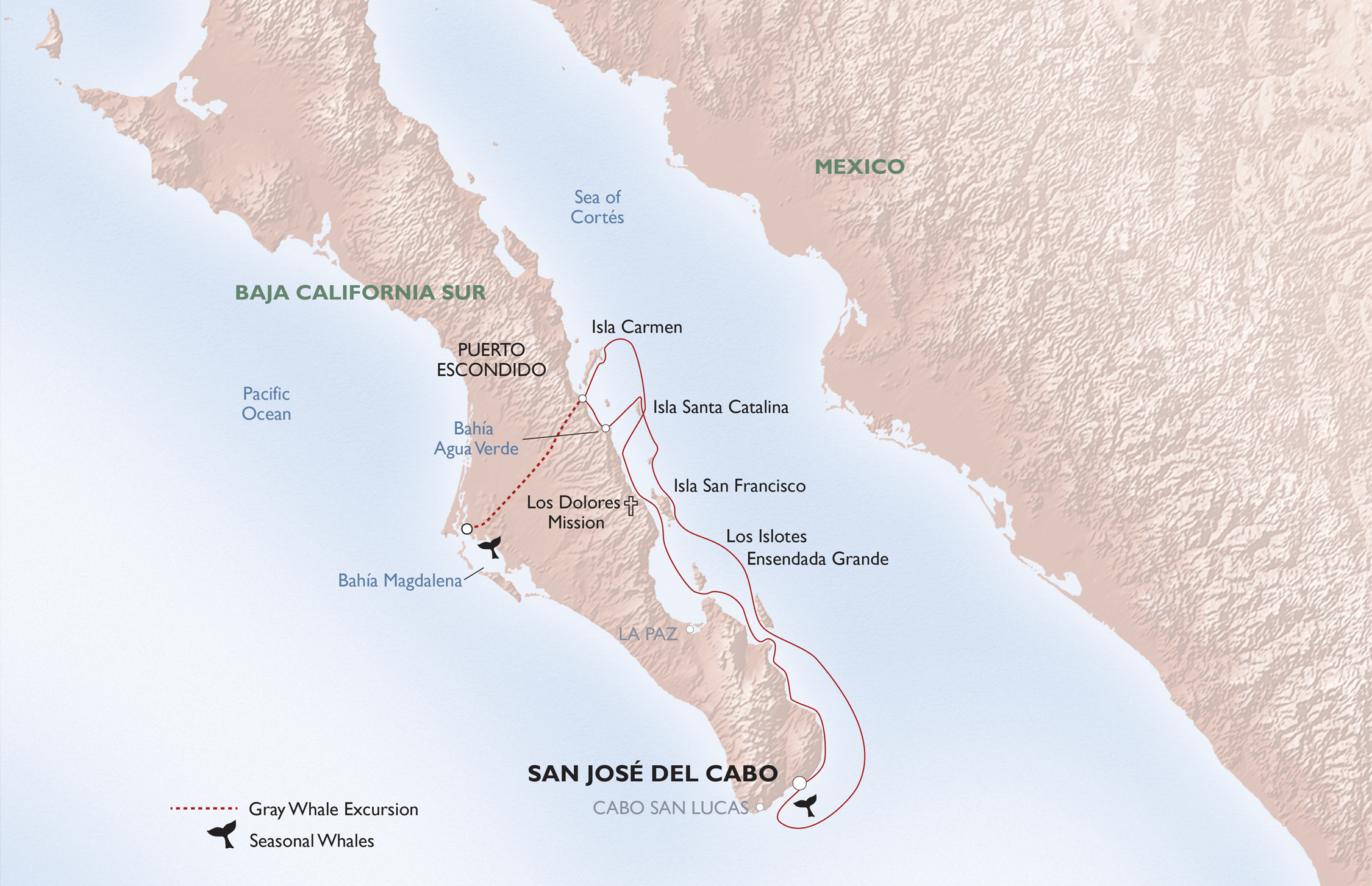
Litorales de Baja California Sur

### Captura de Pineda
El 26 de marzo, el Coronel Burton con el Capitán Naglee y el Teniente Halleck, y 217 hombres salieron hacia San Antonio. El siguiente día, el envío de 15 americanos pudieron sorprender a las fuerzas mexicanas en San Antonio, pudiendo capturar al comandante mexicano, Manuel Pineda. Burton sabía que los Baja Californianos, bajo las órdenes de Mauricio Castro, estaban concentrados en Todos Santos, antes de retirarse hacia Bahía Magdalena, cerca de 55 millas al sur de la Paz en la Costa del Pacífico. Burton comenzó el ataque antes de que pudieran huir.

### Escaramuza De Todos Santos
El 30 de marzo, la expedición de Burton se acercó a Todos Santos y mandó al Capitán Naglee y a 45 hombres montados a caballo a atacar a las fuerzas mexicanas de la retaguardia. Con el conocimiento de que los Californianos se encontraban planeando una emboscada en algún chaparral por el camino donde posteriormente pasarían. Burton dirigió a sus enviados por una loma, lo que le permitió ver al enemigo, entre 200 y 300 mexicanos y yaquis. La fuerza mexicana, respondió retrocediendo a una colina para vigilar a la fuerza de Burton. Después de que los mexicanos habían disparado a los hombres de Burton por algún tiempo, la compañía de Naglee los atacó por la espalda, derrotando a la fuerza mexicana a las 5:30 p. m.. Burton reportó que después del enfrentamiento los mexicanos perdieron 10 y los americanos ninguno. 

### La Búsqueda de Naglee
La Búsqueda de Naglee posterior a la escaramuza, Todos Santos fue asegurada por los americanos y sus hambrientas tropas fueron alimentadas con caña de azúcar y maíz verde en el campo cerca del pueblo. Burton envió a Naglee y a 50 hombres hacia Bahía Magdalena, aproximadamente 150 millas al noroeste en la Costa del Pacífico, para cortar la retirada del enemigo. Mientras tanto Burton llevó al resto de su ejército a La Paz. Con él se llevó prisioneros de sus últimos dos enfrentamientos, entre ellos el Capitán Pineda, a 6 oficiales más a 103 soldados. Burton llegó a La Paz el 7 de abril. Naglee y sus tropas regresaron el 12 de abril, después de haber completado una marcha de 350 millas. El enemigo lo eludió, ya que sólo pudo capturar 5 soldados mexicanos, asimismo sorprendió a un campo lleno de yaquis dormidos, de los cuales capturó dos. Estos dos prisioneros fueron asesinados antes de haber sido llevados a una corte marcial. El Coronel Mason, jefe militar de Alta California, ordenó que arrestaran a Naglee, sin embargo Naglee logró escapar del castigo cuando el presidente James K. Polk le dio perdón a los militares y marinos infractores en tiempos de guerra.

## Consecuencias
Para el 5 de abril, en San José del Cabo, el Alcalde de Miraflores y 23 prisioneros, incluido el Jefe Político Mauricio Castro, fueron llevados a una expedición liderada por el Teniente George L. Selden del USS Cyane. Mientras tanto otros oficiales habían llevado entre otros prisioneros al Padre Gabriel González, así como dos de sus hijos, quienes estaban sirviendo como oficiales de la armada mexicana. González era considerado como un líder energético y perspicaz, temido por los americanos más que cualquier otro líder en Baja California. Los prisioneros fueron llevados a Mazatlán y liberados. Los voluntarios continuaron guarneciendo la península, hasta que regresaron a Alta California para ser licenciados de sus labores bélicas